# Sportler des Jahres 1969 (Deutschland)
Die Sportler des Jahres 1969 in Deutschland wurden von den Fachjournalisten gewählt und am Jahresende im Kurhaus von Baden-Baden ausgezeichnet. Veranstaltet wurde die Wahl zum 23. Mal von der Internationalen Sport-Korrespondenz (ISK).

## Männer
| Platz | Sportler                | Sportart              | Punkte | Erfolge 1969                                                    |
| ----- | ----------------------- | --------------------- | ------ | --------------------------------------------------------------- |
| 1.    | Hans Fassnacht          | Schwimmen             | 1825   | Weltrekord 400 Meter Freistil                                   |
| 2.    | Eberhard Schöler        | Tischtennis           | 1400   | Weltmeisterschaftszweiter Einzel u. Mannschaft                  |
| 3.    | Friedrich Wessel        | Fechten               | 0790   | Weltmeister Florett                                             |
| 4.    | Günther Meier           | Boxen                 | 0565   | Europameister (Amateure) Weltergewicht                          |
| 5.    | Herbert Lübking         | Feldhandball          | 0546   | Europapokalsieger mit TSV Grün-Weiß Dankersen, Torschützenkönig |
| 6.    | Alwin Schockemöhle      | Springreiten          | 0531   | Europameisterschaftszweiter                                     |
| 7.    | Gerd Müller             | Fußball               | 0468   | Deutscher Meister mit Bayern München, Torschützenkönig          |
| 8.    | Walter Demel            | Skilanglauf           | 0271   |                                                                 |
| 9.    | Ralph Pöhland           | Nordische Kombination | 0228   |                                                                 |
| 10.   | Karl-Heinz Schnellinger | Fußball               | 0132   | Sieger Europapokal der Landesmeister mit AC Mailand             |

## Frauen
| Platz | Sportler                   | Sportart        | Punkte | Erfolge 1969                                       |
| ----- | -------------------------- | --------------- | ------ | -------------------------------------------------- |
| 1.    | Liesel Westermann          | Leichtathletik  | 1422   | Weltrekord Diskuswurf                              |
| 2.    | Heide Rosendahl            | Leichtathletik  | 0644   | Weltrekord Fünfkampf                               |
| 3.    | Liselott Linsenhoff        | Dressurreiten   | 0459   | Europameisterin Einzel u. Mannschaft               |
| 4.    | Uta Frommater              | Schwimmen       | 0398   |                                                    |
| 5.    | Elisabeth Gräfin von Soden | Sportschießen   | 051    | Europameisterin Wurftaubenschießen                 |
| 6.    | Ute Czech                  | Trampolinturnen | 042    | Europameisterin Einzel                             |
| 7.    | Ingrid Becker              | Leichtathletik  | 032    | Europameisterschaftszweite 4-mal-100-Meter-Staffel |
| 8.    | Helga Niessen              | Tennis          | 021    |                                                    |
| 9.    | Rosi Mittermaier           | Ski Alpin       | 015    |                                                    |
| 9.    | Monika Riesterer           | Sportschießen   | 015    | Europameisterin Luftgewehr                         |

## Mannschaften
| Platz | Sportler                         | Sportart       | Punkte | Erfolge 1969                        |
| ----- | -------------------------------- | -------------- | ------ | ----------------------------------- |
| 1.    | Springreiter-Equipe              | Springreiten   | 574    | Sieger Nationenpreis CHIO Aachen    |
| 2.    | Fußballnationalmannschaft        | Fußball        | 454    | WM-Qualifikation                    |
| 3.    | Tischtennisnationalmannschaft    | Tischtennis    | 439    | Weltmeisterschaftszweiter           |
| 4.    | Bodensee-Vierer                  | Rudern         | 429    | Europameister Vierer mit Steuermann |
| 5.    | FC Bayern München                | Fußball        | 386    | Deutscher Meister                   |
| 6.    | Dressurreiter-Equipe             | Dressurreiten  | 307    | Europameister                       |
| 7.    | Bob-Team Wolfgang Zimmerer       | Bobsport       | 126    | Weltmeister Viererbob               |
| 8.    | Judonationalmannschaft           | Judo           | 121    | zwei Weltmeisterschaftsmedaillen    |
| 9.    | „Frauenhandball“                 | Handball       | 097    |                                     |
| 10.   | Leichtathletiknationalmannschaft | Leichtathletik | 055    |                                     |